# فهرست شخصیت‌های هزار و یک شب

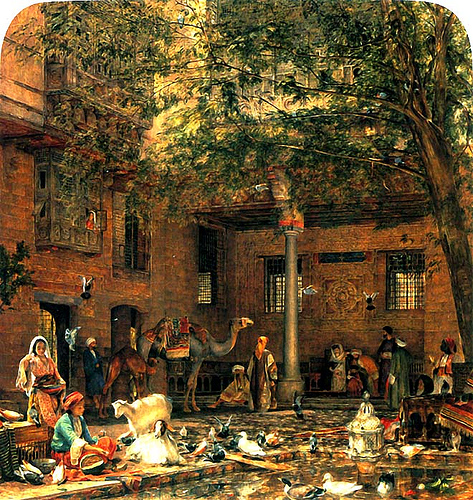
عکسی از هزار و یک شب

این فهرستی از شخصیت‌های هزار و یک شب مجموعه‌ای از داستان‌های عامیانه خاورمیانه است که در دوران طلایی اسلام به زبان عربی گردآوری شده‌است.

## شخصیت‌های داستان

### شهرزاد
شهرزاد یا شهرزاده ملکه افسانه‌ای ایرانی است که راوی هزار و یک شب است. او دختر وزیر اعظم پادشاه و خواهر بزرگ دنیازاد است.
او برخلاف میل پدرش با شهریار ازدواج می‌کند که عهد کرده‌است هر روز صبح یک عروس جدید را اعدام کند. به مدت ۱۰۰۱ شب، شهرزاد برای شوهرش داستانی تعریف می‌کند و در سحرگاه داستان را متوقف می‌کند. این امر پادشاه را مجبور می‌کند تا او را برای یک روز دیگر زنده نگه دارد تا بتواند داستان را در شب از سَر بگیرد.

### دنیازاد
دنیازاد که گاه با اسم (دنیازاده، دین‌زاده یا دینارزاد) یاد می‌شود. خواهر کوچک‌تر ملکه شهرزاد است. در چرخه داستان، این اوست که به دستور شهرزاد تاکتیک داستان سرایی صخره‌ای را برای جلوگیری از اعدام خواهرش توسط شهریار آغاز می‌کند. دنیازاد را به اتاق خواب خواهرش آوردند تا صبح روز بعد قبل از اعدام شهرزاده خداحافظی کند؛ از خواهرش می‌خواهد آخرین داستان را تعریف کند. در پایان موفقیت‌آمیز داستان‌ها، دنیازاد با شاه زمان، برادر کوچکتر شهریار ازدواج می‌کند.

### پدر شهرزاد
پدر شهرزاد که گاه جعفر نامیده می‌شود. وزیر شاه شهریار است. او هر روز به دستور شاه، عروس‌های شهریار را سر می‌برد. او این کار را برای سال‌ها انجام می‌دهد تا اینکه تمام زنان مجرد پادشاهی یا کشته می‌شوند یا فرار می‌کنند، در این هنگام دخترش شهرزاده پیشنهاد ازدواج با پادشاه را می‌دهد.
وزیر به شهرزاده داستان گاو و الاغ را می‌گوید تا دخترش را از ازدواج با شاه منصرف کند. این کار جواب نمی‌دهد و به هر حال با شهریار ازدواج می‌کند. در پایان ۱۰۰۱ شب، پدر شهرزاد به سمرقند می‌رود و در آنجا به عنوان سلطان جایگزین شاه زمان می‌شود.

### شهریار
شهریار پادشاه ساسانی است. از پادشاهانی که همسرش شهرزاد داستان‌هایی برای او تعریف می‌کند. او بر یک امپراتوری ایرانی که تا هندوستان، بر تمام جزایر مجاور و راه بزرگی فراتر از رود گنگ تا چین امتداد داشت، فرمانروایی کرد، در حالی که برادر کوچکتر شهریار، شاه زمان، بر سمرقند فرمانروایی کرد.
در قاب داستان، شهریار توسط همسرش مورد خیانت قرار می‌گیرد و همین امر باعث می‌شود او باور کند که در نهایت همه زنان به او خیانت خواهند کرد؛ بنابراین به مدت سه سال هر شب همسری می‌گیرد و صبح روز بعد او را اعدام می‌کند تا اینکه با شهرزاد، دختر زیبا و باهوش وزیرش ازدواج می‌کند. شهرزاد برای ۱۰۰۱ شب متوالی داستانی را برای شهریار تعریف می‌کند و هر بار در سپیده دم داستان را متوقف می‌کند و به این ترتیب او را مجبور می‌کند که او را برای یک روز دیگر زنده نگه دارد تا شب بعد بتواند داستان را کامل کند. پس از ۱۰۰۱ داستان، شهرزاد به شهریار می‌گوید که دیگر داستانی برای او ندارد. خوشبختانه شهریار در حین بیان داستان‌ها تبدیل به فرمانروایی خردمند شده و اعتماد خود را به زنان دوباره به دست می‌آورد.

### شاه‌زمان
شاه زمان برادر کوچکتر شهریار و پادشاه سمرقند است. شاه زمان همسر اولش را با غلام‌اش در رختخواب می‌گیرد و هر دو را دو نیم می‌کند. سپس در حالی که نزد برادرش می‌ماند، متوجه می‌شود که همسر شهریار خیانت کرده‌است. در این هنگام شاه زمان به این باور می‌رسد که همه زنان غیرقابل اعتماد هستند و به سمرقند بازمی‌گردد و مانند برادرش هر روز با یک عروس جدید ازدواج می‌کند و قبل از صبح او را اعدام می‌کند.
در پایان داستان، شهریار برادرش را صدا می‌کند و از داستان‌های جذاب و اخلاقی شهرزاد برایش تعریف می‌کند. شاه زمان تصمیم می‌گیرد پیش برادرش بماند و با خواهر کوچکتر زیبای شهرزاد به نام دنیازاد ازدواج می‌کند که عاشق او شده‌است.

## شخصیت‌های داستان‌های شهرزاد

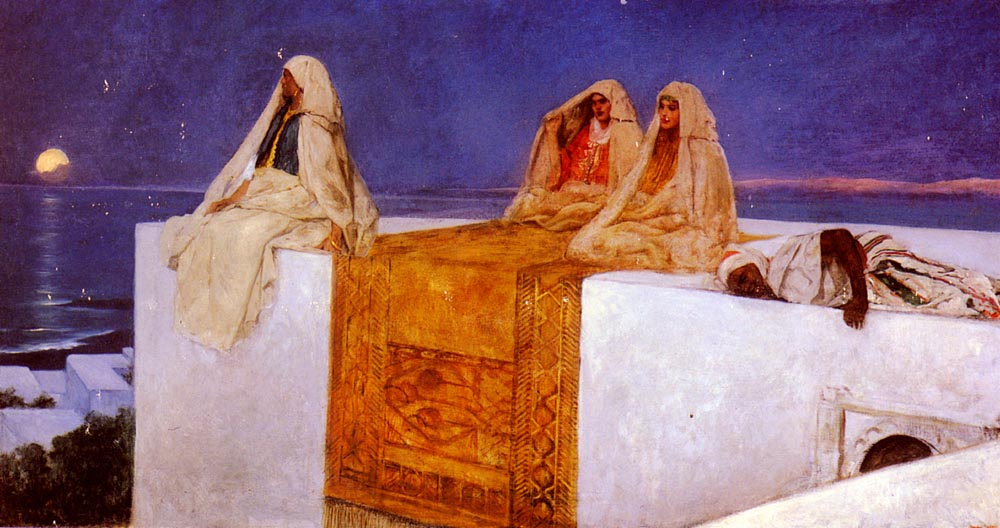
بنجامین-کنستانت-هزار و یک شب عربی

### احمد
شاهزاده احمد کوچک‌ترین پسر از سه پسر سلطان هند است. هند. او به خاطر داشتن یک چادر جادویی که برای پناه دادن به ارتش گسترش می‌یابد و به گونه‌ای منقبض می‌شود که بتواند به جیب فرد برود، مشهور است. احمد به شهر سمرقند سفر می‌کند و سیبی می‌خرد که اگر بیمار آن را بو کند می تواند هر بیماری را درمان کند. احمد شاهدخت پری‌بانو را نجات می‌دهد.

### بدرالبدور
شاهدخت بدرالبدور تنها دختر امپراتور چین است که علاءالدین پس از دیدن او در شهر با انبوهی از همراهانش عاشق او می.شود. علاءالدین برای خنثی کردن ازدواج شاهدخت با پسر وزیر ارشد از جن چراغ جادو استفاده می‌کند و با او ازدواج می‌کند.

### پینه‌دوز معروف
پینه‌دوز معروف یک پینخ‌دوز کوشا و سخت‌کوش است که در قاهره کار می‌کند و با زنی دروغگو و مزاحم به نام فاطمه ازدواج کرده‌است. معروف الاسکافی در اثر نزاع بین او و همسرش فاطمه از قاهره فرار می‌کند. او وارد ویرانه‌های شهری باستانی به نام عدلیا می‌شود تا از باران زمستانی پناه بگیرد. پس از غروب آفتاب، معروف پینه‌دوز با یک جن آشنا می‌شود و او معروف را به کشوری دور به نام ختیان الخطان می‌برد.

### دوبان
در «قصه وزیر و حکیم دوبان» حضور دارد، مردی با استعداد فوق العاده با توانایی خواندن عربی، یونانی، فارسی، ترکی، بیزانس، سریایی، عبری و سانسکریت، و همچنین یک درک عمیق گیاه شناسی، فلسفه، و تاریخ طبیعی به نام چند.
دوبان داروی خود را به روشی غیرمعمول کار می‌کند: او یک پتک و توپ را ایجاد می‌کند که با هم مطابقت داشته باشند و دسته پتک را با داروی خود پر می‌کند. با این کار شاه یونان را از جذام شفا می‌دهد. هنگامی که شاه با توپ و پتک بازی می‌کند، عرق می‌کند و به این ترتیب دارو را از طریق عرق دست خود به جریان خون خود جذب می‌کند. پس از یک حمام کوتاه و یک خواب، پادشاه درمان می‌شود و به دوبان با ثروت و افتخار سلطنتی پاداش می‌دهد.
اما وزیر پادشاه به دوبان حسادت می‌کند و شاه یونان را متقاعد می‌کند که باور کند دوبان بعداً دارویی برای کشتن او تولید خواهد کرد. شاه در نهایت تصمیم می‌گیرد دوبان را به خاطر خیانت ادعایی‌اش مجازات کند و او را برای سر بریدن احضار می‌کند. پس از درخواست ناموفق برای جان خود، دوبان یکی از کتاب های ارزشمند خود را به شاه پیشنهاد می‌کند تا بقیه خرد خود را به او منتقل کند. شاه موافقت می‌کند و روز بعد، دوبان سر بریده می‌شود و شاه شروع به باز کردن کتاب می‌کند و متوجه می‌شود که هیچ چاپی روی کاغذ وجود ندارد. پس از مدتی ورق زدن، جدا کردن برگ های چسبیده هر بار با خیس کردن انگشت خود در دهان، شروع به احساس بیماری می‌کند. شاه متوجه می‌شود که برگ‌های کتاب مسموم شده‌اند، و وقتی می‌میرد، می‌فهمد که این مجازات او برای خیانت به کسی بود که زمانی زندگی او را نجات داد.

### زمرد سمرقندی
«زمرد سمرقندی»  کنیزیست که در داستان «علی‌شار» ظاهر می‌شود. و زمرد. نام  او از نام سمرقند گرفته شده است، شهری که در زمان داستان به خاطر زمردهایش شناخته شده بود.
او توسط علی‌شار که با او زندگی می‌کند تا زمانی که توسط یک مرد مسیحی ربوده می‌شود، خریده و عاشق او می‌شود. زمرد از دست مسیحی فرار می‌کند تا جوان او را بیابد و بگیرد. باز هم زمرد موفق می شود این بار با پوشیدن لباس مردانه از اسیر خود دور شود. زمرد در راه بازگشت به علی‌شار با یک نجیب‌زاده ترک اشتباه گرفته می‌شود و ملکه یک پادشاهی کامل می‌شود. در نهایت زمرد و علی‌شار به هم می‌رسند.

### سلطان هند
سلطان هند، پدر شاهزادگان حسین، علی و احمد است.هر سه می‌خواهند با دختر عموی خود، شاهدخت نورالنهار، ازدواج کنند و سلطان موافقت می‌کند که او با شاهزاده‌ای که کمیاب ترین چیز روی زمین را به ارمغان می‌آورد، ازدواج کند.

### سندباد دربان
سندباد دربان، باربر فقیری است که در بغداد زندگی می‌کند و روزی در آستانه خانه یک تاجر ثروتمند می‌نشیند. صاحب این خانه سندباد دریانورد است که صدای سندباد دربان را می‌شنود و به دنبال او می‌فرستد. و سندباد دریانورد داستان هفت سفر خود را برای او تعریف می‌کند.

### سندباد دریانورد
سندباد دریانورد شاید یکی از مشهورترین شخصیت‌های «شب‌های عربی» باشد. اهل بصره است ولی در سنین پیری در بغداد زندگی می‌کند. او داستان های هفت سفر خود به سندباد دربان را بازگو می‌کند.

### شاهزاده حسین
شاهزاده حسین، پسر ارشد سلطان هند، به بسنگار در هند سفر می‌کند و فرش پرنده می‌خرد.

### شاهزاده علی
«شاهزاده علی» پسر سلطان هند است. او به شیراز، پایتخت ایران (آن زمان) سفر می‌کند و یک جام جادویی می‌خرد که از آن صدها مایل مسافت دیده می‌شود.

### علاءالدین
علاءالدین یکی از معروف‌ترین شخصیت‌های هزار و یک شب است که در داستان معروف "علاءالدین و چراغ جادو" ظاهر می‌شود‌. با وجود اینکه بخشی از متن اصلی عربی «هزار یک شب» نیست، داستان علاءالدین یکی از شناخته‌شده‌ترین داستان‌های مرتبط با این مجموعه است.

### علی‌بابا
علی بابا هیزم شکن فقیری است که پس از کشف گنجینه عظیمی از گنج که توسط راهزنان شیطانی پنهان شده‌است، ثروتمند می‌شود…

### علی‌شار
علی‌شار شخصیتی از داستان «علی‌شار و زمرد» است که با مرگ پدرش ثروت زیادی به ارث می‌برد اما خیلی سریع همه آن را هدر می‌دهد. او ماه ها گرسنه می‌ماند تا اینکه زمرد را در بازار برده فروشی می‌بیند. زمرد به علی پول می‌دهد تا او را بخرد و آن دو با هم زندگی می‌کنند و عاشق هم می‌شوند. یک سال بعد زمرد توسط یک مسیحی ربوده می‌شود و علی بقیه داستان را صرف یافتن او می‌کند.

### قاسم
قاسم برادر ثروتمند و حریص علی‌‌بابا است. که زمانی که در حال سرقت گنج از غار جادویی آنها است گرفتار می‌شود و توسط چهل دزد کشته می‌شود.

### قمرالزمان
قمرالزمان یكی از شخصیت‌های داستان‌های هزار و یك شب است. قمرالزمان و شاهدخت بدورا هر یك در مكان جغرافیایی جداگانه و دور از یك‌دیگر به سر می‌برند و حتی نام سرزمین یك‌دیگر را نمی‌دانند، اما هر دو به یك بیماری دچارند و سرانجام با تجربه‌ای رویاگونه از آن رها می‌شوند.

### مرجانه
مرجانه شخصیتی از داستان علی‌‌بابا و چهل دزد است. او کنیزی در خانواده قاسم بود اما با مرگ او به برادرش علی بابا می‌پیوندد و با هوشیاری خود بارها جان علی‌بابا را نجات می‌دهد و در نهایت بدترین دشمن او، رهبر چهل دزد را می‌کشد. در پایان علی‌بابا او را به همسری پسرش در می‌آورد.

## شخصیت‌های واقعی
- ابراهیم بن مهدی
- ابراهیم موصلی
- ابوالاسود دؤلی
- ابو یوسف
- ابونواس اهوازی
- اسحاق موصلی
- اصمعی
- امین
- بیبرس
- جعفر برمکی
- حاکم بأمرالله
- خسرو پرویز
- داود چهارم
- ردریک
- زبیده بنت جعفر
- سلیمان بن عبدالملک
- شیرین
- ظاهر
- عبدالملک بن مروان
- عدی بن زید عبادی
- مأمون
- متوکل
- مستنصر
- معاویة بن ابی‌سفیان
- معتضد
- معن بن زائده
- موسی
- مهدی
- ولید دوم
- هادی
- هارون الرشید
- هشام بن عبدالملک